# Lac d'Avène
Le lac d'Avène (ou réservoir d'Avène) est un lac de barrage français situé près de la ville d'Avène, au nord du département de l'Hérault, dans la région Occitanie.

## Géographie
Situé dans le sud du Massif central, le lac est créé en 1962 à la suite de la construction du barrage des monts d'Orb. Le lac est placé entre le village de Ceilhes-et-Rocozels au nord et d'Avène au sud. Il est alimenté par l'Orb. Une ancienne mine de plomb et d'argent est aujourd'hui engloutie sous les eaux du lac. Le lac a connu sa seule vidange en septembre 2000.

## Pêche et loisirs
Le lac, de première catégorie piscicole, permet la pratique de la pêche du bord et en barque. Il est réputé pour ses truites de belle taille (truites fario et arc-en-ciel). On peut aussi y pêcher des poissons blancs (gardon, carpeau, carpe) et des carnassiers (sandre, perches). Mais il ne possède aucun lieu réellement aménagé pour la baignade.

## Le barrage
Il est situé au sud du lac, construit par la Compagnie du Bas-Rhône-Languedoc entre 1960 et 1962. Il a été construit à la fois pour la production d'électricité, mais aussi pour l'irrigation et la prévention des crues, très ravageuses sur l'Orb comme sur tous les fleuves méditerranéens.